# Juri Alexejewitsch Kusnezow
Juri Alexejewitsch Kusnezow (russisch Юрий Алексеевич Кузнецов; * 6. Apriljul. / 19. April 1903greg. in Nikolsk; † 16. Mai 1982 in Nowosibirsk) war ein sowjetischer Geologe und Hochschullehrer.

## Leben
Kusnezow, Sohn eines Juristen, studierte nach dem Mittelschulabschluss in Tomsk 1920–1924 an der Staatlichen Universität Tomsk (TGU) in der Naturwissenschaftlichen Abteilung der Physikalisch-Mathematischen Fakultät. 1925 wurde er Aspirant bei Michail Antonowitsch Ussow am Tomsker Polytechnischen Institut (TPI).
1927 wurde Kusnezow Assistent an der TGU. 1931 folgte die Ernennung zum Dozenten. 1949 wurde er Professor und Leiter des Lehrstuhls für Petrographie der TGU (bis 1954).
1930 wurde Kusnezow auch Assistent am Lehrstuhl für Petrographie des Sibirischen Instituts für Geologische Prospektion (ab 1932 Bergbau-Institut, ab 1934 Industrie-Institut). Gleichzeitig lehrte er ab 1930 am TPI. Daneben arbeitete er in Prospektionsorganisationen Westsibiriens und erforschte die Geologie des Altais, des Kusnezker Alataus mit Bergschorien, des Ostsajans und des Jenisseirückens.
1937–1959 leitete Kusnezow auch den Lehrstuhl für Petrographie des TPI. 1938 wurde er ohne Verteidigung einer Dissertation zum Kandidaten der geologisch-mineralogischen Wissenschaften promoviert und zum Professor ernannt. Als Erster in der UdSSR hielt er am TPI eine Vorlesung über Steine-und-Erden-Lagerstätten. 1941 verteidigte er mit Erfolg seine Doktor-Dissertation über die Präkambrium-Petrologie des Süd-Jenisseirückens für die Promotion zum Doktor der geologisch-mineralogischen Wissenschaften. Ein Forschungsschwerpunkt wurden die magmatischen Fazies, für die er eine neue Klassifizierung entwickelte. Gleb Wladimirowitsch Poljakow und Alexander Feopenowitsch Korobeinikow waren Schüler Kusnezows.
1958 wurde Kusnezow Mitarbeiter des Instituts für Geologie und Geophysik der Sibirischen Abteilung (SO) der Akademie der Wissenschaften der UdSSR (AN-SSSR, seit 1991 Russische Akademie der Wissenschaften (RAN)) in Nowosibirsk. Im selben Jahr wurde er zum Korrespondierenden Mitglied und 1966 zum Vollmitglied der AN-SSSR gewählt.
Der Geologe Waleri Alexejewitsch Kusnezow war ein jüngerer Bruder Kusnezows.
Die SO der RAN stiftete den J.-A.-und-W.-A.-Kusnezow-Gedächtnispreis für junge Wissenschaftler.

## Ehrungen, Preise
- Leninorden (dreimal)[3]
- Orden des Roten Banners der Arbeit (zweimal)
- Goldmedaille und Karpinski-Preis der AN-SSSR (1970)[3]
- Staatspreis der UdSSR (1983)[2]